# Hallå Västindien
Hallå Västindien är en dansbandslåt skriven av Anders Melander, ursprungligen som en dansbandsparodi för TV-serien Lycka till 1980. Den spelades då in av Felix, och var då B-sida till singeln Tomorrow.
En inspelning av Vikingarna på albumet Kramgoa låtar 9 1981 blev en av bandets största hitlåtar. 1981 spelades den in av Curt Haagers och gavs ut som singel.
Låten spelades också av Date i samband med Dansbandskampen 2008. Dock inte i Sveriges Televisions direktsändning, utan på  Dansbandskampens officiella samlingsalbum.